# Баньо-а-Риполи
Баньо-а-Риполи (итал. Bagno a Ripoli) — коммуна в Италии, расположена в области Тоскана, в провинции Флоренция.
Население составляет 25 767 человек (2008 г.), плотность населения составляет 348 чел./км². Занимает площадь 74 км². Почтовый индекс — 50012. Телефонный код — 055.
Покровителями коммуны почитаются святые апостолы Пётр и Павел, празднование 29 июня.

## Демография
Динамика населения:

## Администрация коммуны
- Официальный сайт: http://www.comune.bagno-a-ripoli.fi.it/

## Персоналии
- Бистиччи, Веспазиано да (1421—1498) — итальянский ренессансный гуманист, флорентийский библиотекарь, историк, издатель, успешный книготорговец и писатель-мемуарист.